# ウィリアム・シュワード・バロース1世

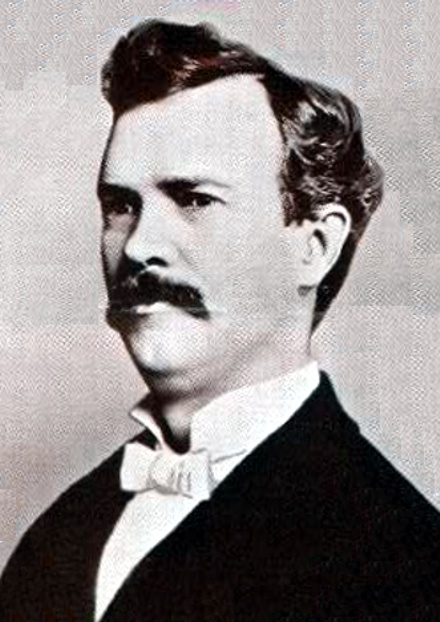
ウィリアム・S・バロース

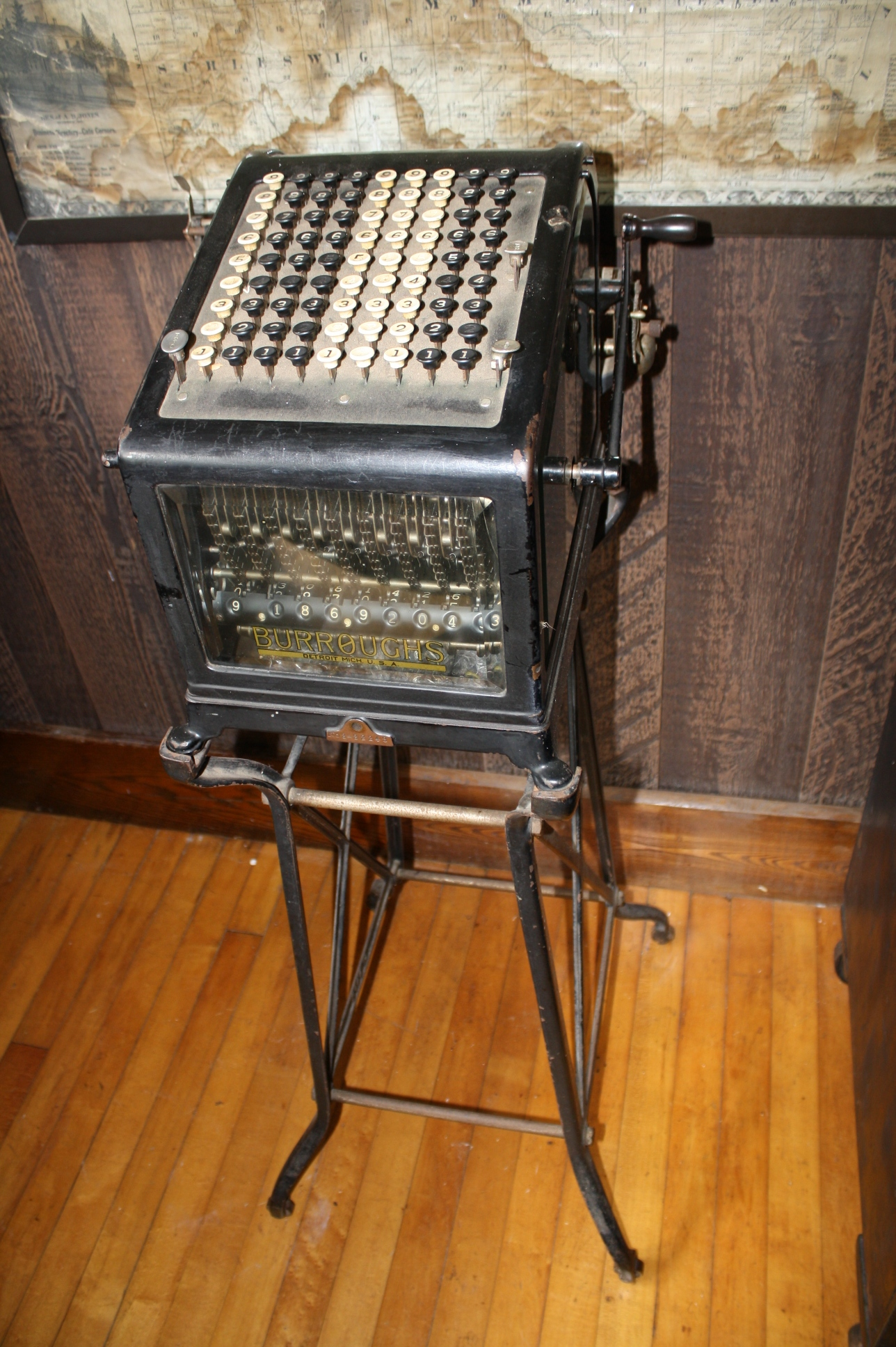
初期のバロース加算器

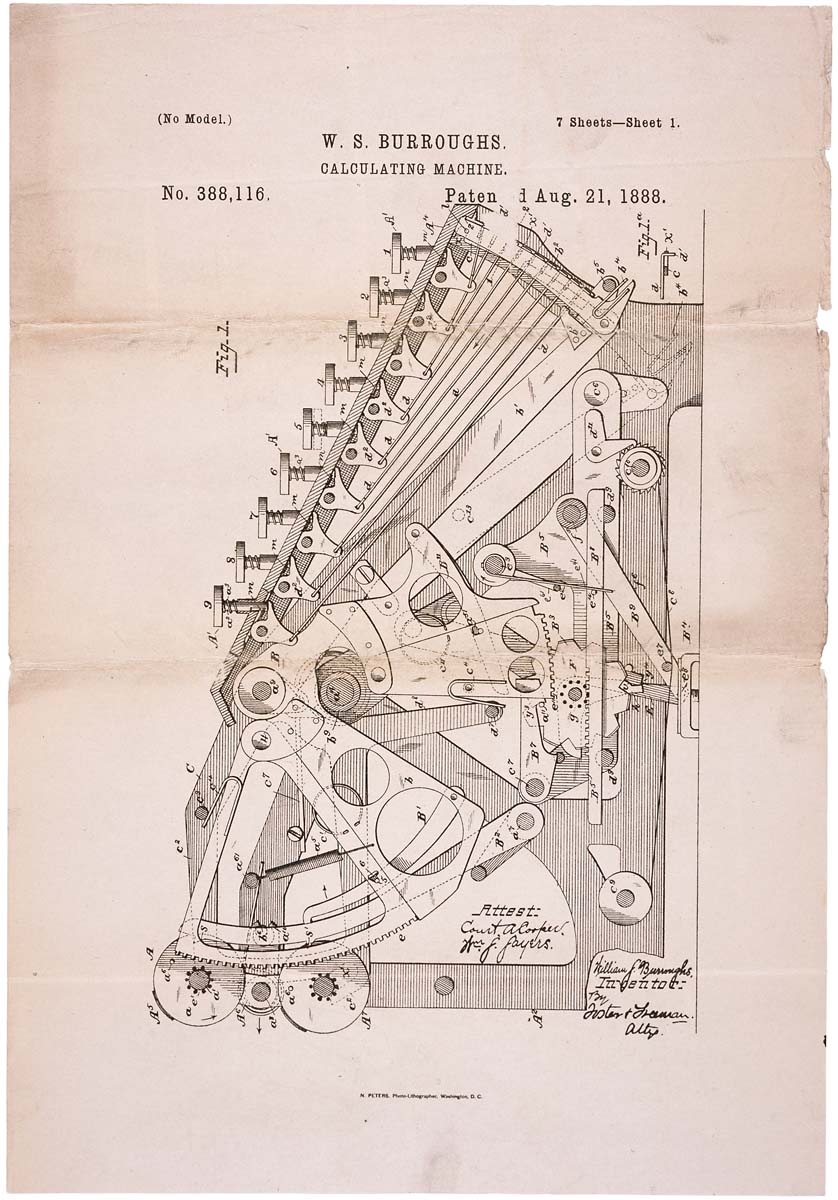
"calculating machine"の特許(Patent no. 388,116)

ウィリアム・シュワード・バロース1世
（William Seward Burroughs I、1857年1月28日 - 1898年9月14日）は、アメリカ合衆国の発明家で、コンピュータメーカー・バロースの創業者である。

## 生涯と業績

### 私生活
バロースは1857年1月28日にニューヨーク州ロチェスターで工員の子として生まれ、子供の頃から機械に触れていた。彼が幼いときに一家はニューヨーク州オーバーンに移り、彼とその兄弟はそこの公立学校で教育を受けた。
彼は1879年にアイダ・セロバー(Ida Selover)と結婚し、2男2女を儲けた。この内のモーティマーの子が、小説家のウィリアム・S・バロウズ（ウィリアム・シュワード・バロース2世）である。

### 発明家
1882年に彼は銀行の行員として働き始めた。勤務時間の大半が預金の元帳の確認だった。その頃から、バロースは加算機を作成して問題を解決することに興味を持ち始めた。銀行には初期の加算器が既に存在していたが、経験の浅い行員が操作すると、誤った、時にはとんでもない答えを出してしまうことがあった。事務員の仕事はバロースが希望するものではなかった。彼は機械いじりに対する自然な愛と才能を持っており、彼にとって事務としての生活は退屈で単調なものだった。銀行での7年間で彼は健康を損ない、退職を余儀なくされた。
1880年代の初め（1880-1882年）に、バロースは医師から温暖な気候の地域に移るよう勧められてミズーリ州セントルイスに移り、
発明家ジョセフ・ボイヤーのボイヤーマシン社で職を得た。新しい環境は、彼にとって魅力的で、彼が心に抱いていたアイデアを実現するのを早めることとなった。ボイヤーマシン社の工具により、彼は加算器の最初の概念を具体的な形にする機会を得た。
ここで彼は、事務作業の単調さを緩和するために設計された"calculating machine"（計算機）を発明した（1885年に特許出願）。1890年までに、この機械は銀行業界で有名になり、採用が広まった。
彼は1886年にアメリカン・アリスモメータ・カンパニー(American Arithmometer Company)を設立した。彼の死後の1904年、パートナーのジョセフ・ボイヤーは、社名をバロース・アッシング・マシン・カンパニー(Burroughs Adding Machine Company)に改称した。同社は1953年にバロースとなり、1986年にスペリーを買収・合併してユニシスとなった。
彼は死の直前にフランクリン研究所からジョン・スコット賞を授与された。死後、全米発明家殿堂に殿堂入りした。
バロースは、1892年に電気目覚まし時計の特許も取得した。
彼はアラバマ州モービル郡のシトロネルで死去し、ミズーリ州セントルイスのベルフォンテーヌ墓地に埋葬された。

## 特許
- アメリカ合衆国特許第 388,116号 Calculating-machine.（計算機）1885年1月出願、1888年8月発行
- アメリカ合衆国特許第 388,117号 Calculating-machine.（計算機）1885年8月出願、1888年8月発行
- アメリカ合衆国特許第 388,118号 Calculating-machine.（計算機）1886年3月出願、1888年8月発行
- アメリカ合衆国特許第 388,119号 Calculating-machine.（計算機）1887年11月出願、1888年8月発行
- Electric alarm clock.（電気目覚まし時計）1892年2月発行[5]
- Calculating machine.（計算機）1893年9月5日発行[2][7]